# Senkaku-Inseln
Die Senkaku-Inseln (nach Japan jap. 尖閣諸島 Senkaku shotō, dt. etwa „Senkaku-Inselgruppe“) oder Diaoyu(tai)-Inseln (nach Volksrepublik China chin. 钓鱼岛及其(部分)附属岛屿,  Diàoyú Dǎo jíqí (bùfen) fùshǔ dǎoyǔ – „Diaoyu Dao und anhängige Inseln“, nach Republik China (Taiwan) 釣魚臺列嶼,  Diàoyútái lièyǔ – „Diaoyutai-Inselgruppe“) sind eine unbewohnte Inselgruppe auf dem Festlandsockel im Ostchinesischen Meer.
Sie liegen etwa 170 km nordöstlich von Taiwan (bzw. 140 km zum vorgelagerten Eiland Pengjia) und 150 km nördlich der japanischen Yaeyama-Inseln (Ishigaki-jima).
Seit dem 15. Mai 1972 werden sie (wieder) von Japan als Teil der Gemeinde Ishigaki verwaltet. Die Republik China (Taiwan) und die Volksrepublik China beanspruchen unabhängig voneinander seit 1970/71 diese Inseln als Teil der Stadtgemeinde Toucheng im Landkreis Yilan (Taiwan).

## Namen und Lage der Einzelinseln

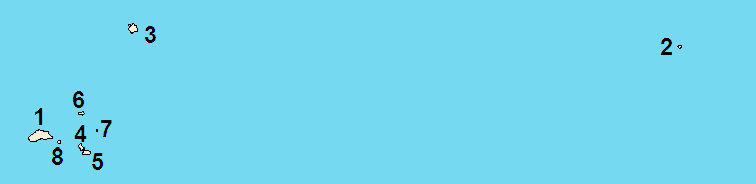
Karte mit den Diaoyu/Senkaku-Inseln, nummeriert

| # | Luftbild                | Name                                                      | Name                               | Name                                | Fläche [km²]   | Koordinaten                   | Anmerkungen                                                                       |
| # | Luftbild                | Japan                                                     | Republik China                     | Volksrepublik China                 | Japan Rep. Ch. | Koordinaten                   | Anmerkungen                                                                       |
| - | ----------------------- | --------------------------------------------------------- | ---------------------------------- | ----------------------------------- | -------------- | ----------------------------- | --------------------------------------------------------------------------------- |
| 1 | Uotsuri-shima           | 魚釣島, Uotsuri-shima dt. „Angelinsel“                    | 釣魚臺, Diàoyútái dt. „Angelinsel“ | 釣魚島, Diàoyú Dǎo dt. „Angelinsel“ | 3,81 4,3838    | 25° 44′ 39″ N, 123° 28′ 21″ O | 3,5 km Ost-West-Ausdehnung, ca. 2 km Nord-Süd-Ausdehnung, höchste Erhebung: 362 m |
| 2 | Taishō-tō               | 大正島, Taishō-tō                                         | 赤尾嶼, Chìwěi Yǔ                  | 赤尾嶼, Chìwěi Yǔ                   | 0,06 0,0609    | 25° 55′ 20″ N, 124° 33′ 28″ O | alter japanischer/Ryūkyū-Name: 赤尾嶼, Sekibisho                                  |
| 3 | Kuba-shima              | 久場島, Kuba-shima                                        | 黃尾嶼, Huángwěi Yǔ                | 黃尾嶼, Huángwěi Yǔ                 | 0,91 0,9091    | 25° 55′ 26″ N, 123° 40′ 55″ O | alter japanischer/Ryūkyū-Name: 黃尾嶼, Kōbisho                                    |
| 4 | Kita- und Minami-Kojima | 北小島, Kita-Kojima „nördliche kleine Insel“              | 北小島, Běixiǎo Dǎo                | 北小島, Běixiǎo Dǎo                 | 0,31 0,3267    | 25° 43′ 47″ N, 123° 32′ 29″ O |                                                                                   |
| 5 | Kita- und Minami-Kojima | 南小島, Minami-Kojima „südliche kleine Insel“             | 南小島, Nánxiǎo Dǎo                | 南小島, Nánxiǎo Dǎo                 | 0,40 0,4592    | 25° 43′ 24″ N, 123° 33′ 0″ O  |                                                                                   |
| 6 | Oki-no-Kitaiwa          | 沖ノ北岩, Oki-no-Kitaiwa „abgelegener nördlicher Felsen“  | 沖北岩, Chōngběiyán                | 北嶼, Běi Yǔ                        | 0,05 0,0183    | 25° 46′ 48″ N, 123° 32′ 32″ O | Felsenriff                                                                        |
| 7 | Oki-no-Minamiiwa        | 沖ノ南岩, Oki-no-Minamiiwa „abgelegener südlicher Felsen“ | 沖南岩, Chōngnányán                | 南嶼, Nán Yǔ                        | 0,01 0,0048    | 25° 45′ 18″ N, 123° 34′ 2″ O  | Felsenriff                                                                        |
| 8 | Tobise (rechts unten)   | 飛瀨, Tobise                                              | 飛瀨, Fēilài                       | 飛嶼, Fēi Yǔ                        | 0,01 0,0008    | 25° 44′ 8″ N, 123° 30′ 22″ O  | Felsenriff                                                                        |

## Geschichte

### Entwicklung bis zur Mitte des 20. Jahrhunderts

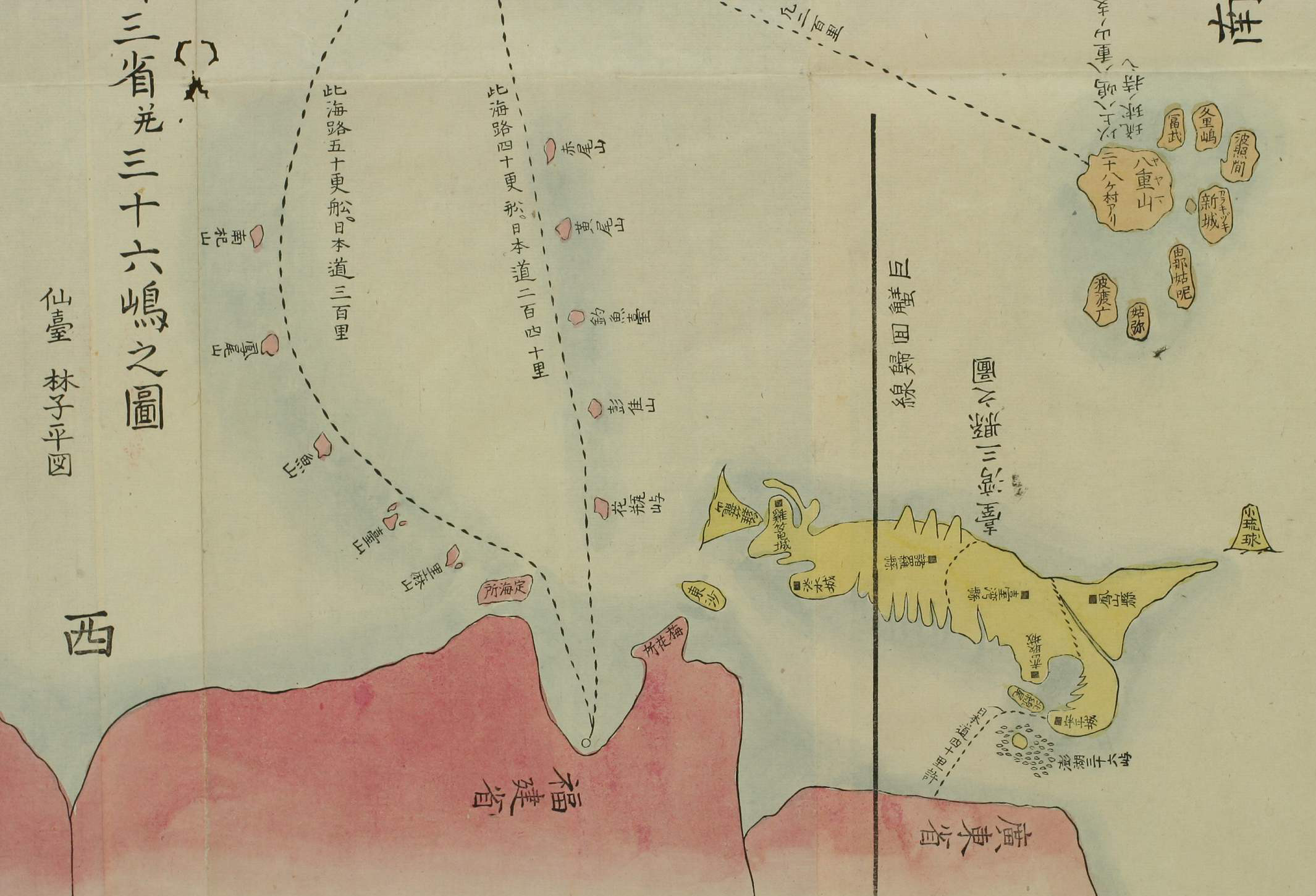
Chinesische Provinzen Fujian und Guangdong (rot), Taiwan (gelb) und Yaeyama-Inseln (orange) in Hayashi Shiheis japanischem Kartenwerk Sangoku Tsūran Zusetsu (1786). Die Senkaku-Inseln sind mittig in Rot.

Die beiden Regierungen Chinas behaupten, dass die erste schriftliche Dokumentation dieser Inselgruppe durch chinesische Seeleute zur Zeit der Ming-Dynastie im Jahr 1372 erfolgt sei. Ab 1534 wurden die Inseln wiederholt als Teil des chinesischen Kaiserreichs dargestellt, inklusive der Einbindung in das chinesische Küstenverteidigungssystem und einer Verleihung von Teilen der Inselgruppe durch die Kaiserin an einen Kräuterkundler.
Eine der frühesten Erwähnungen der Inseln von japanischer Seite findet sich in Hayashi Shiheis Kartenwerk Sangoku Tsūran Zusetsu von 1786, wo sie als Wegpunkt einer Seeroute zwischen China und Okinawa in der Farbe des chinesischen Festlandes eingezeichnet sind. Als der Gouverneur der nun zu Japan gehörenden Präfektur Okinawa 1885 eine Eingliederung der Senkaku-Inseln forderte, empfahl Außenminister Inoue Kaoru in einem Brief an das Innenministerium von diesem Schritt abzusehen, da in chinesischen Zeitungen Gerüchte zirkulierten, dass Japan dabei wäre, chinesische Inseln in der Nähe Taiwans zu besetzen. Um keinen weiteren Verdacht zu erregen, sollten die Inseln lediglich erkundet werden. Innenminister Yamagata Aritomo lehnte aus diesem Grund den Antrag auf Eingliederung ab.

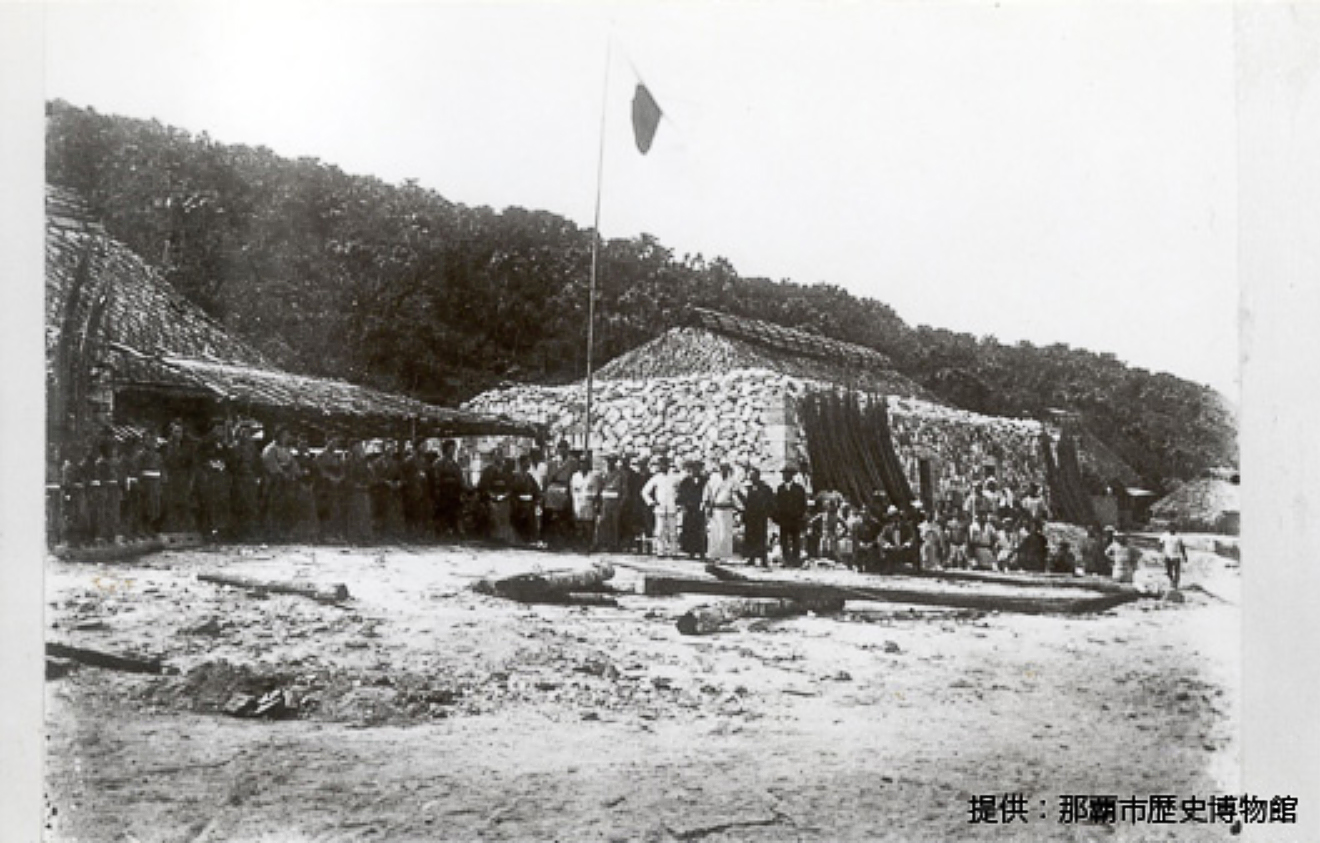
Japanische Fischfabrik auf Uotsuri-shima, um 1910

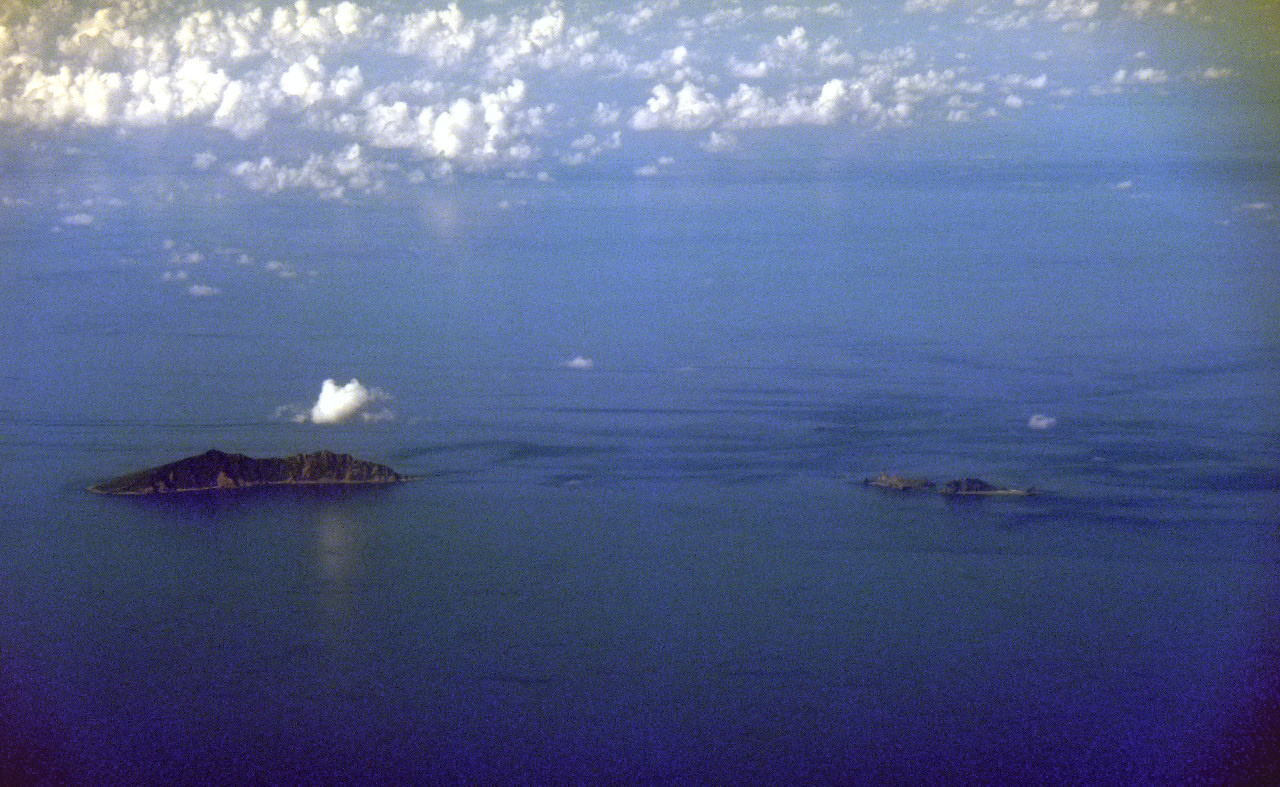
Luftbild von Uotsuri-shima (links), sowie Kita-Kojima und Minami-Kojima (rechts)

Nach offizieller japanischer Darstellung erkundete Tatsushirō Koga, ein japanischer Geschäftsmann, im Jahr 1884 die Inseln. Japan beschloss am 14. Januar 1895, kurz vor der Niederlage Chinas im Ersten Japanisch-Chinesischen Krieg, auf den Inseln Gebietsmarken aufzustellen und sie zum japanischen Hoheitsgebiet zu erklären. Sie wurden zunächst in den Landkreis Yaeyama eingegliedert und ab 1896 von der Stadt Ishigaki verwaltet. Japan habe zuvor im Einklang mit den im Völkerrecht festgelegten Verfahren Feldstudien vor Ort durchgeführt, die bestätigt hätten, dass die Inseln nie bewohnt waren und keine Anzeichen dafür aufwiesen, dass sie unter der Kontrolle der chinesischen Qing-Dynastie gestanden hatten und somit als Terra Nullius gelten konnten. Der Friedensvertrag von Shimonoseki, der im April 1895 von China und Japan unterzeichnet wurde, legte fest, dass China „die Insel Formosa (Taiwan) zusammen mit allen Inseln, die zu der besagten Insel Formosa gehören oder dazu gehören, sowie die Penghu-Inseln“ abzutreten habe. Die acht Inseln und Felsen wurden im Vertrag nicht erwähnt. Koga pachtete ab 1896 die vier Inseln Uotsuri-shima, Kuba-shima, Kita- und Minami-Kojima und errichtete dort Fabriken zur Verarbeitung von Bonitos und Albatrosfedern. 1932 gingen sie an seinen Sohn Zenji Koga (古賀 善次; auch Yoshitsugu gelesen) über. Während des Zweiten Japanisch-Chinesischen Krieges wurde der Betrieb 1940 eingestellt.
Nach der Kapitulation Japans im Zweiten Weltkrieg musste dieses im Friedensvertrag von San Francisco vom 8. September 1951 Taiwan an die Republik China abtreten, während in Artikel 3 des Vertrages alle Nansei-Inseln südlich des 29. Breitengrads, einschließlich der Ryūkyū-Inseln und Senkaku-Inseln, unter US-amerikanische Militärverwaltung gestellt wurden. Weder die Republik China noch die Volksrepublik China gehörten zu den Unterzeichnern des Vertrags. Weil die Volksrepublik China nicht an den Verhandlungen beteiligt gewesen war, legte sie umgehend Protest ein. Peking führt seinen Anspruch auf die Inseln auf die Ming-Dynastie (1368–1644) zurück, in Verbindung mit der Kairoer Erklärung von 1943

“[…] It is their purpose that Japan shall be stripped of all the islands in the Pacific which she has seized or occupied since the beginning of the first World War in 1914, and that all the territories Japan has stolen from the Chinese, such as Manchuria, Formosa, and The Pescadores, shall be restored to the Republic of China. Japan will also be expelled from all other territories which she has taken by violence and greed.”

„[…] Es ist ihre [= USA, Republik China, UK] Absicht, dass Japan alle Inseln im Pazifik, die es seit Beginn des Ersten Weltkriegs an sich gerissenen oder besetzt hat, zu entziehen sind, und dass all die Territorien, die Japan von China geraubt hat, wie die Mandschurei, Formosa und die Pescadoren, an die Republik China zurückgegeben werden sollen. Japan wird zudem von allen anderen durch Gewalt und Gier erworbenen Territorien entbunden.“

sowie der Potsdamer Erklärung von 1945.

“(8) The terms of the Cairo Declaration shall be carried out and Japanese sovereignty shall be limited to the islands of Honshu, Hokkaido, Kyushu, Shikoku and such minor islands as we determine.”

„(8) Die Bedingungen der Kairoer Erklärung sollen ausgeführt und die japanische Souveränität auf die Inseln Honshu, Hokkaidō, Kyushu, Shikoku und von uns [= USA, Republik China, UK] noch zu bestimmender kleiner Inseln beschränkt werden.“

### Entwicklung seit dem Zweiten Weltkrieg
Während der 1950er und 1960er Jahre blieb es ruhig um die Inseln. In den Jahren 1968/69 wurden mögliche größere Erdöl- und Erdgasreserven rund um die Inseln entdeckt.
Nachdem die USA 1970 ankündigten, die Diaoyu/Senkaku-Inseln gemeinsam mit den Ryūkyū-Inseln an Japan zurückgeben zu wollen, und die Inseln damit nicht als chinesische Gebiete betrachteten, meldeten sowohl Taiwan als auch die Volksrepublik China 1970/71 formell Ansprüche auf die Inseln an. Die Inseln wurden nach der Unterzeichnung des Okinawa Reversion Treaty am 17. Juni 1971 – der auch die Senkaku-Inseln umfasste – schließlich am 15. Mai 1972 von den USA an Japan zurückgegeben. Bis 1978 nutzte aber die US Navy noch die Inseln Kuba-shima und Taishō-tō für Gefechtsübungen. 1978 verstarb Zenji Koga und seine Witwe Hanako verkaufte Uotsuri-shima, Kita- und Minami-Kojima an Kunioki Kurihara (栗原 國起) und Kuba-shima an dessen Schwester, beide aus Saitama. Japan wiederum pachtete die Inseln von Kurihara.
1990 errichtete eine Gruppe nationalistischer Studenten auf einer der Inseln einen Leuchtturm und hisste die japanische Flagge, was erneut zu einer diplomatischen Krise führte.
Ab 1995/96 begann die Volksrepublik China nahe den Inseln mit Bohrschiffen erste Tiefenbohrungen auf der Suche nach Erdöl. 1996 erklärten sowohl Japan als auch China die Inseln zu ihrer Ausschließlichen Wirtschaftszone. Am 14. Juli 1996 wurde von der ultranationalistischen (Uyoku) Nihon Seinensha auf Kita-Kojima erneut ein Leuchtturm errichtet. Dieser wurde kurze Zeit später von einem Sturm zerstört und am 9. September 1996 erneut aufgebaut. Ferner wurden mehrmals chinesische Fischerboote von der japanischen Marine beziehungsweise Küstenwache aufgebracht.

### Entwicklung seit dem Jahr 2000
Am 7. September 2010 rammte ein Fischerboot der Volksrepublik China zwei Schiffe der japanischen Küstenwache jeweils einmal, davon mindestens einmal absichtlich. Der Kapitän des Fischerbootes wurde daraufhin von der Küstenwache verhaftet. Als sich Japan weigerte, den chinesischen Seemann in die Heimat zu entlassen, brach China die bilateralen Kontakte auf Zentral- und Provinzregierungsebene mit Japan ab. Zudem stoppte China den Export wichtiger Metalle für den High-Tech-Sektor für zwei Monate, wies seine heimischen Reiseunternehmen an, nicht mehr für Reisen nach Japan zu werben oder diese zu fördern und nahm vier japanische Personen in einem Sperrgebiet fest.
Die Festnahmen wurden von japanischer Seite als Racheakt aufgefasst. Wegen dieses Vorfalls hatte US-Außenministerin Hillary Clinton dem japanischen Außenminister Seiji Maehara am 23. September 2010 versichert, dass die Inseln unter den amerikanisch-japanischen Sicherheitspakt fallen. Auch Robert Gates (US-Verteidigungsminister von Dezember 2006 bis Juli 2011) sagte, Washington werde seine „Bündnisverpflichtungen erfüllen“; im Falle eines militärischen Konfliktes mit China würden die USA Japan zu Hilfe kommen. Am 25. September 2010 ließ die japanische Staatsanwaltschaft den chinesischen Kapitän frei. Am 30. September wurden die ersten drei, am 8. Oktober der vierte Japaner auf Kaution freigelassen.
Im April 2012 verkündete der nationalistische Gouverneur von Tokio, Shintarō Ishihara, dass die Präfektur drei Inseln von Kunioki Kurihara käuflich erwerben wolle, um so den Ankauf der Besitztitel durch Staatsangehörige eines der beiden Chinas oder durch einen der beiden Staaten selbst zu verhindern.
Am 11. Juli 2012 warf die japanische Regierung China vor, mit Patrouillenbooten in japanische Gewässer vorgedrungen zu sein. Am 15. August 2012 nahm die japanische Küstenwache mehrere Aktivisten aus Hongkong fest, die eine der Inseln betreten hatten, und ließ sie nach 7 Tagen wieder frei.
Am 19. August 2012 steuerten rund 150 nationalistische japanische Aktivisten (u. a. der Gruppe Gambare Nippon) und auch Eiji Kosaka, ein Abgeordneter im Kommunalparlament von Arakawa, mit 20 Booten von der südjapanischen Insel Ishigaki aus die Senkaku-Inseln an, errichteten auf Uotsuri einen kleinen Leuchtturm und hissten die japanische Flagge. Als Ziel nannten sie, den territorialen Anspruch Japans auf die unbewohnte Inselgruppe bekräftigen zu wollen. Die japanische Küstenwache schritt nicht ein und sah von Verhaftungen ab.
Am 11. September 2012 gab die japanische Regierung bekannt, dass sie mit den privaten Besitzern über einen Kauf der bisher gepachteten Inseln für 2 Milliarden Yen (19,6 Millionen Euro) einig geworden sei. Man wolle die Inseln baldmöglichst übernehmen und „auf eine friedliche und stabile Weise“, die man durch einen Kauf durch die Tokioter Präfekturregierung nicht gewährleistet sah, kontrollieren. Die chinesische Regierung reagierte darauf mit scharfen Protesten; so bezeichnete das chinesische Außenministerium diesen Schritt Japans als „ernst zu nehmende Verletzung der chinesischen Souveränität“. In der Volksrepublik China kam es zu gewaltsamen Protesten, weshalb mehrere japanische Unternehmen ihre Werke und Niederlassungen dort zeitweise schlossen, darunter Canon, Panasonic, Honda, Mazda, Nissan, Fast Retailing, Seven & I Holdings und Æon.
Seit dieser Zeit entsendet die Volksrepublik China permanent Patrouillenschiffe, Wetterbeobachtungsbojen und Kriegsschiffe zur Observation. Beobachter sehen hierin eine Strategie der Volksrepublik, die zahlenmäßig unterlegenen Einheiten der japanischen Marine und Küstenwache „bis an den Rand der Erschöpfung und ihrer Kapazitäten“ zu treiben. Dies könnte China helfen, dauerhaft Kontrolle und Überwachung über das umstrittene Gebiet zu erlangen, ohne dass es zu effektiven Gegenmaßnahmen Japans kommen kann, wodurch völkerrechtlich gesehen China allmählich als rechtmäßiger Souverän über dieses Territorium angesehen werden könnte.
Laut der japanischen Küstenwache handelt es sich um die bisher größte Anzahl chinesischer Schiffe. Der japanische Premierminister Yoshihiko Noda gab daraufhin bekannt, „alle möglichen Maßnahmen“ ergreifen zu wollen, um die Sicherheit der Senkaku-Inseln zu gewährleisten.
Am 17. September 2012 traf der damalige US-Verteidigungsminister Leon Panetta in Tokio zu Gesprächen mit dem japanischen Verteidigungsminister Satoshi Morimoto und Außenminister Kōichirō Gemba zusammen und reiste am 19. September zu Gesprächen mit dem chinesischen Vizepräsidenten Xi Jinping und Verteidigungsminister Liang Guanglie nach Peking weiter.
Am 25. September 2012 befanden sich 60 Boote aus Taiwan in der Nähe der Senkaku-Inseln und einige davon drangen nach Angaben der taiwanischen Küstenwache in die Sperrzone vor. Der Leiter des japanischen Kabinettssekretariats Osamu Fujimura erklärte, Taiwan sei zuvor gewarnt worden, die Hoheitszone Japans nicht zu verletzen. Nach dem Beschuss durch Wasserwerfer haben sich die Boote zurückgezogen.
Am 19. Oktober 2012 waren laut Angaben der amtlichen chinesischen Nachrichtenagentur Xinhua während eines Marinemanövers elf Schiffe, acht Flugzeuge und mehrere Hubschrauber vor den Inseln im Einsatz.
Wegen des Konflikts um die Senkaku-Inseln, aber auch wegen der Territorialkonflikte um die Paracel-Inseln und Spratly-Inseln im Südchinesischen Meer, entsandten die USA am 20. Oktober 2012 den Flugzeugträger George Washington vor die vietnamesische Küste.
Am 30. Januar 2013 visierte eine Fregatte der chinesischen Marine ein japanisches Schiff mit seinem Feuerleitradar an. Bei dem Schiff handelte es sich offenbar um ein Begleitboot für einen größeren Frachttransporter, das Mittel zur Selbstverteidigung an Bord hatte. Nach dem Vorfall bestellte Japan den chinesischen Botschafter ein. Im August 2013 wurde der chinesische Botschafter erneut einbestellt, wobei Japan gegen die Anwesenheit von vier chinesischen Schiffen in den Gewässern um die Inseln protestierte. China wies die Proteste zurück. Der Stapellauf des japanischen Hubschrauberträgers Izumo im August 2013 könnte dazu beitragen, den Konflikt zu verschärfen.
Nachdem Ende Dezember 2013 mehrere Schiffe der chinesischen Küstenwache in den Gewässern der Inseln gesichtet worden waren, reichte die japanische Regierung eine Protestnote beim chinesischen Botschafter in Tokio ein.
Anlässlich der jährlichen Sitzung des chinesischen Nationalen Volkskongresses in Peking erklärte der chinesische Außenminister Wang Yi im März 2014, dass sein Land zu keinerlei Kompromissen im Territorialkonflikt mit Japan bereit sei. Er bekräftigte den Willen Chinas, „jeden Zentimeter“ seines Gebietes zu verteidigen. „In beiden Grundsatzfragen, Geschichte und Territorium, gibt es keinen Raum für Kompromisse“, betonte der Außenminister. Es sei nicht Chinas Absicht, kleine Länder unter Druck setzen, erklärte Wang Yi, jedoch würde sein Land „niemals unangemessene Forderungen kleiner Staaten akzeptieren“.

#### Air Defense Identification Zone

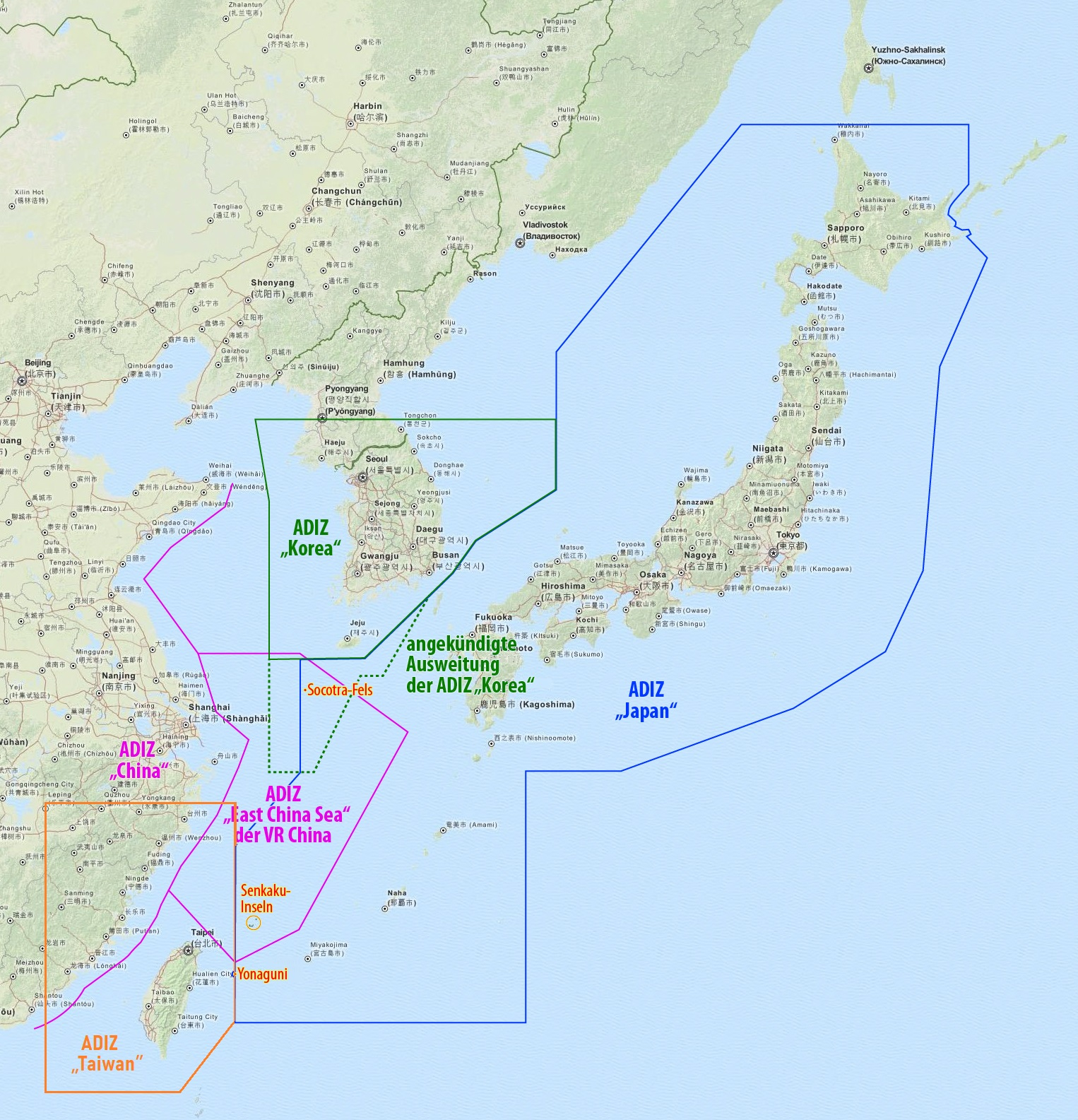
Neu beanspruchte chinesische Air Defense Identification Zone

Am 23. November 2013 gab China die Einrichtung einer Air Defense Identification Zone (ADIZ) bekannt, die den Luftraum der Senkaku-Inseln, aber auch den des mit Südkorea strittigen Socotra-Felsens einschloss. Jeder Überflug müsse fortan in China angemeldet werden. Vorher waren die Inseln bereits seit 1945 Teil der erst von US-Besatzungsbehörden und dann von Japan verwalteten japanischen Air Defense Identification Zone.
In einer offiziellen Stellungnahme des US-Außenministers John Kerry sprach dieser von einem Versuch Chinas, den status quo im Ostchinesischen Meer zu ändern. Dies würde nur zu verstärkten Spannungen mit dem Risiko eines ernsthaften Vorfalls führen. Es müsse weiterhin gewährleistet bleiben, dass Flugzeuge, die nicht in den chinesischen Luftraum eindringen, die Flugüberwachungszone ungehindert durchqueren könnten, wie auch die USA ihre ADIZ-Maßnahmen nicht auf Flugzeuge (zivil und militärisch) anderer Staaten anwenden, wenn diese die US-ADIZ lediglich durchqueren.
Am 25. November 2013 flogen zwei vom amerikanischen Stützpunkt Guam gestartete, laut offiziellen Angaben unbewaffnete B-52-Bomber durch die ADIZ, ohne die chinesische Regierung vorher zu informieren. Später durchflogen auch Maschinen der japanischen und südkoreanischen Streitkräfte die chinesische ADIZ. In Reaktion darauf kündigte China am 28. November 2013 die Entsendung von Kampfflugzeugen in die ADIZ an.
Einen Tag später gab ein Sprecher der chinesischen Luftwaffe bekannt, dass chinesische Kampfjets innerhalb der ADIZ mehrere ausländische Militärflugzeuge verfolgt hätten, um diese zu identifizieren. Das chinesische Außenministerium erklärte, die chinesische Luftwaffe sei in „hohe Alarmbereitschaft“ versetzt worden, um „gegen jede Bedrohung vorzugehen“. Zugleich drohten chinesische Staatsmedien mit einem Kalten Krieg in der Region und verkündeten, ihr Land sei bereit, sich „auf eine lange Konfrontation mit Japan einzulassen“. Der japanische Ministerpräsident Shinzō Abe erklärte, sein Land werde „ruhig und standhaft“ reagieren.
Im Vorfeld eines Besuches des amerikanischen Vize-Präsidenten Joe Biden in Peking am 4. Dezember 2013 verschärfte die chinesische Führung ihren Ton im Inselstreit und drohte mit einer militärischen Durchsetzung der von ihr eingerichteten ADIZ.
Nachdem China südkoreanischen Forderungen nach Anpassung seiner ADIZ nicht nachgekommen war, weitete Südkorea die eigene ADIZ ebenfalls über den von China beanspruchten Socotra-Felsen aus.
Nach Gerüchten, China plane eine neue Air Defense Identification Zone im Südchinesischen Meer, forderte US-Außenminister John Kerry bei einem China-Besuch im Februar 2014 die Führung in Peking zu mehr Zurückhaltung auf.

#### Diskussion um eine Namensänderung
Im Juni 2018 verabschiedete die Stadtverordnetenversammlung von Ishigaki eine Resolution, in der eine Umbenennung des administrativen Bereichs, zu dem die Inseln gehören, gefordert wurde. Bislang waren die Inseln Teil des Verwaltungsbereichs Tonoshiro, der auch das Stadtzentrum von Ishigaki umfasste. Nach der im Juni 2020 im Stadtrat von Ishigaki beschlossen Namensänderung sollten die Senkaku-Inseln künftig administrativ als Tonoshiro Senkaku bezeichnet werden. Sowohl in der Republik China auf Taiwan, als auch in der Volksrepublik China erhob sich Protest. Der taiwanische Landkreis Yilan beschloss seinerseits am 11. Juni 2020 eine amtliche Umbenennung der Inseln in Toucheng Diaoyutai (頭城釣魚台).

## Fauna
Zu den auf der Inselgruppe anzutreffenden Reptilien zählen die beiden morphologisch ähnlichen Skinkarten Plestiodon takarai und Plestiodon elegans. Erstere ist auf den Inseln endemisch, d. h. ausschließlich dort anzutreffen und wird auf der Roten Liste des Japanischen Umweltministeriums als stark gefährdet (endangered) eingestuft. Hauptbedrohung stellen auf Uotsuri-jima eingeführte Ziegen dar, die von den Skinken als Lebensraum genutzte Vegetation zerstören. P. elegans ist dagegen auch auf Taiwan, in Südostchina und Nordvietnam verbreitet. Eine weitere Reptilienart der Senkaku-Inseln ist Gekko hokouensis, eine Geckoart, die auch in Taiwan und China verbreitet ist.
Darüber hinaus sind auf den Inseln mindestens drei Schlangenarten verbreitet. Die ungiftige Gekielte Kletternatter (Elaphe carinata) ist auf den Inseln Uotsuri-jima, Minamiko-jima und Kitako-jima nachgewiesen. Die durch invasive Arten bedrohte Population wird vom Japanischen Umweltministerium als stark gefährdet (endangered) eingestuft. Die zweite Schlangenart ist die Nominatform der Großzahnnatter (Lycodon rufozonatus) und die dritte die Blumentopfschlange (Indotyphlops braminus), eine weit verbreitete Blindschlangenart.
Die in Japan als besonderes Naturdenkmal ausgewiesenen Kurzschwanzalbatrosse brüten auf den Inseln Kita- und Minami-Kojima. Die Art wird von der IUCN als gefährdet (vulnerable) eingestuft. Auch die als potentiell gefährdet („Near Threatened“) eingestuften Schwarzfußalbatrosse brüten auf den Senkaku-Inseln.
Der gefährdete Ryukyu-Maulwurf (Mogera uchidai) ist bisher nur auf Uotsuri-jima nachgewiesen.